# Amtsgericht Rosenberg

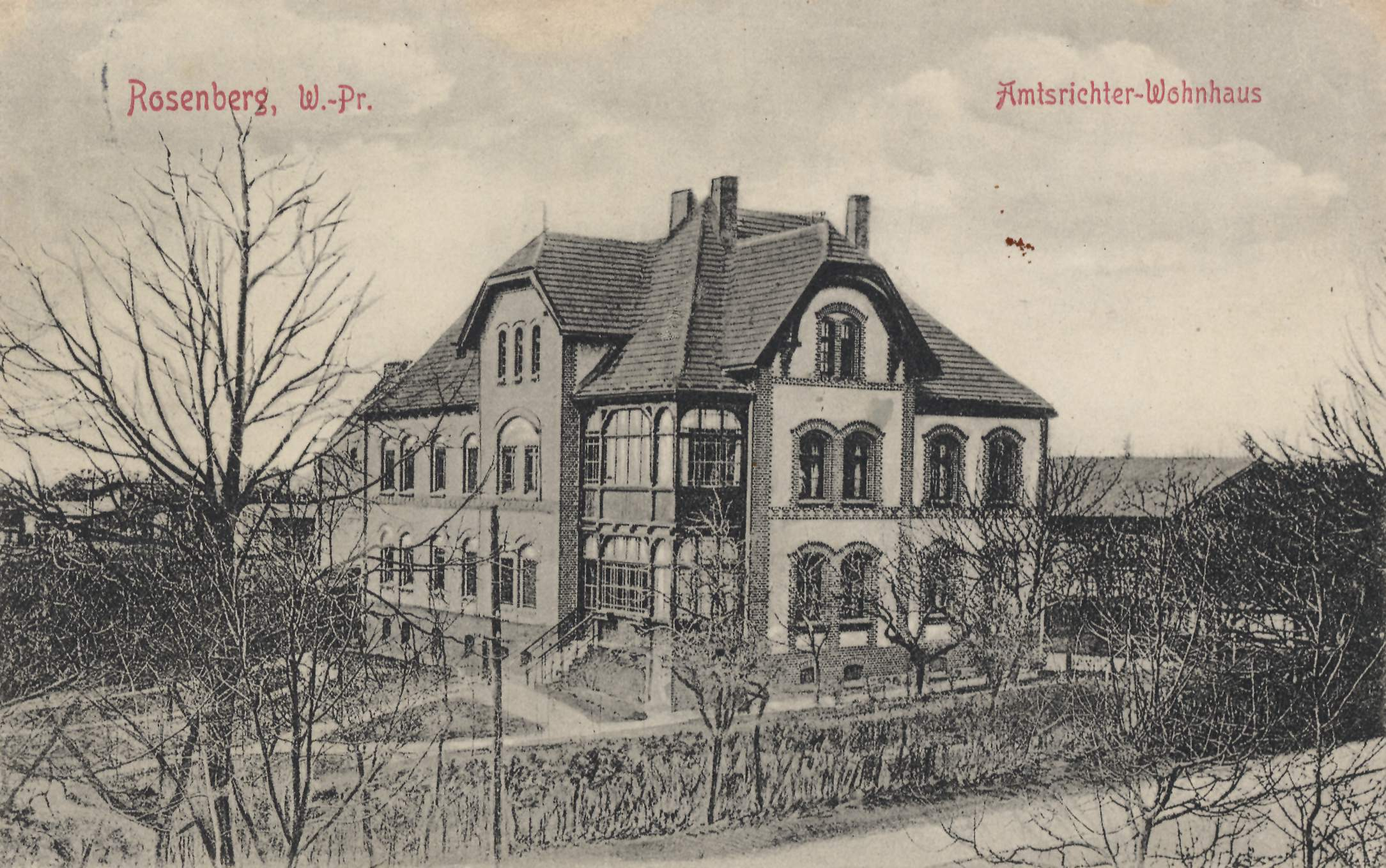
Amtsrichterwohnhaus in Rosenberg (um 1908)

Das Amtsgericht Rosenberg war ein preußisches Amtsgericht mit Sitz in Rosenberg.

## Geschichte
In Rosenberg bestand von 1849 bis 1879 das Kreisgericht Rosenberg in Westpreußen. Das königlich preußische Amtsgericht Rosenberg wurde mit Wirkung zum 1. Oktober 1879 als eines von acht Amtsgerichten im Bezirk des Landgerichtes Elbing im Bezirk des Oberlandesgerichtes Marienwerder gebildet. Der Sitz des Gerichtes war Rosenberg. Sein Gerichtsbezirk umfasste den Kreis Rosenberg ohne den Teil, der den Amtsgerichten Deutsch Eylau und Riesenburg zugeordnet war. Am Gericht bestanden 1880 drei Richterstellen. Das Amtsgericht war damit ein mittelgroßes Amtsgericht im Landgerichtsbezirk. Am Amtsgericht Rosenberg befand sich eine Strafkammer für die Amtsgerichte Rosenberg, Deutsch Eylau, Stuhm und Riesenburg. Gerichtstage wurden in Freistadt gehalten. Mit Wirkung zum 1. Januar 1943 wurden das Landgericht Marienwerder gebildet und diesem das Amtsgericht Rosenberg zugeordnet.
Im Jahre 1945 wurde der Amtsgerichtsbezirk unter polnische Verwaltung gestellt, und die deutschen Einwohner wurden vertrieben. Damit endete auch die Geschichte des Amtsgerichtes Rosenberg.